# Engelsrieder See
Der Engelsrieder See ist ein kleiner, sichelförmiger Moorsee auf dem Gebiet der Gemeinde Rott im Landkreis Landsberg am Lech in Bayern, Deutschland. Er wirkt so natürlich wie ein Natursee, ist aber ein künstlicher See. Auf Veranlassung des Wessobrunner Abts Kaspar Götz legte man den See im ersten Drittel des 16. Jahrhunderts zur Fischzucht an. Bis zur Säkularisation im Jahre 1803 blieb er im Eigentum des Klosters Wessobrunn. Im Zuge der Säkularisation wurde der See an die Rotter Müller verkauft, die das Wasser für den Mühlenbetrieb nutzten. Aufgrund eines Unwetters kam es 1905 zu einem Dammbruch mit verheerenden Folgen: der See lief aus, die Mühlen wurden zerstört, und der See lag trocken. Erst 1920/21 wurde das Stauwehr wieder errichtet und der See neu gestaltet. Seither hat er sich zunehmend zu einem Naherholungsgebiet entwickelt.

## Beschreibung

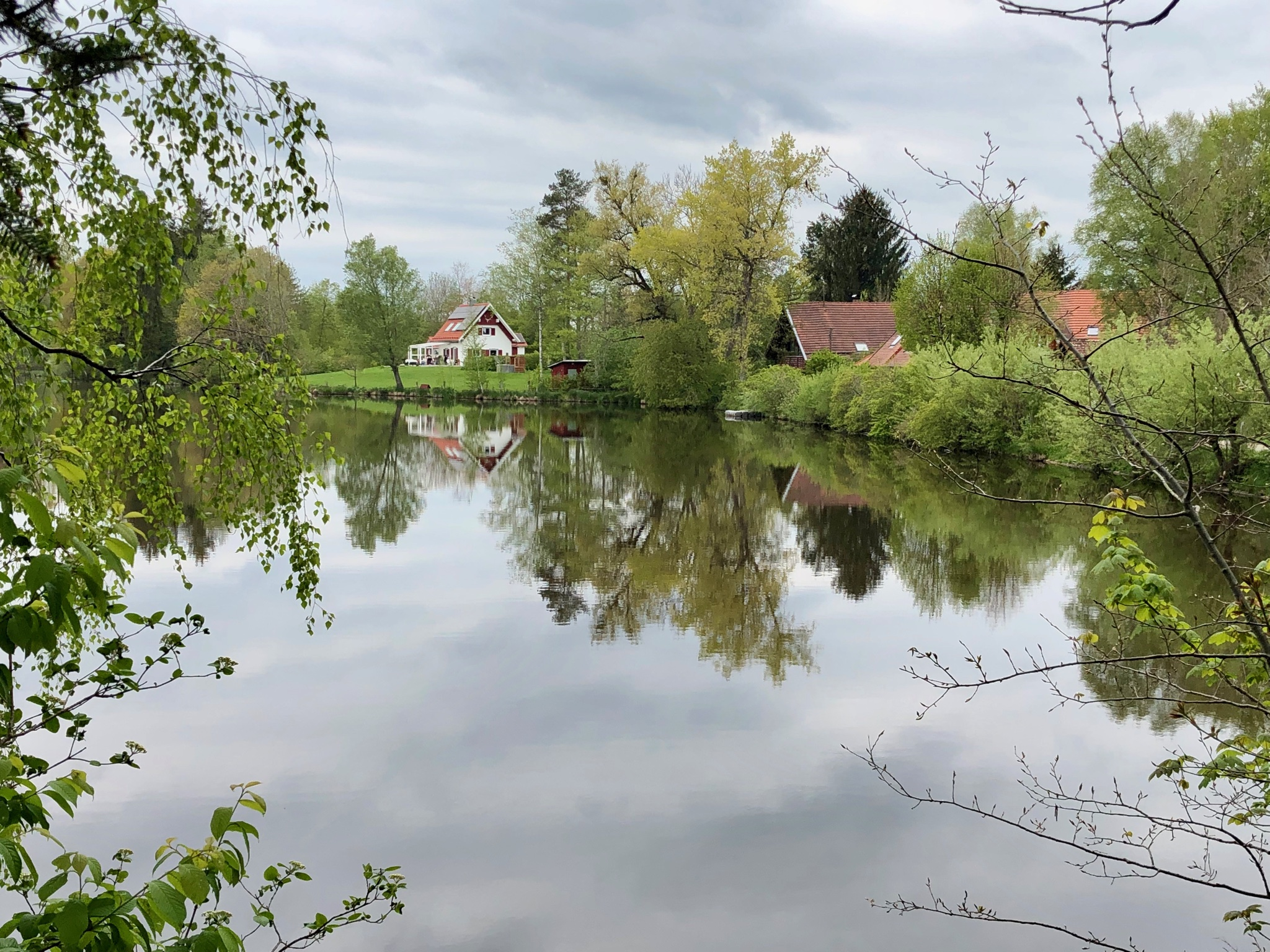
Seehäusl

Der Engelsrieder See wird vom Rottbach durchflossen, einem Zufluss des Lechs in der Höhe von Apfeldorf. Der See grenzt im Süden an ein Waldgebiet an, das in ein Hochmoor übergeht. Sein Wasser hat die für Moorseen typische tiefbraune Farbe. See und Umgebung bilden seit 1972 das 83 ha große Landschaftsschutzgebiet Engelsrieder See (LSG-00244.01). Der See ist von Wald und Feldern umgeben. Nur im östlichen Teil des Nordufers gibt es ein paar Privathäuser sowie ein Freibad der Gemeinde mit Wasserwacht und einer Gaststätte. Diese Ansammlung von Gebäuden, genannt Seehäusl, verteilt sich auf die beiden Landkreise Landsberg am Lech und Weilheim-Schongau, wobei der größere Teil mit Gastwirtschaft und Freibad zum Landkreis Landsberg gehört. Die Häuser dort bilden jedoch keinen amtlichen Ortsteil der Gemeinde Rott, während die Anwesen auf dem Gebiet der Gemeinde Wessobrunn den Ortsteil Seehäusl bilden. Im Umland nutzt man den Engelsrieder See gerne zum Baden. Seit dem 1. März 2008 wird er als EU-Badegewässer nach der EU-Badegewässerrichtlinie überwacht.
Der Engelsrieder See ist vorrangig, aber nicht nur ein Badesee. Im See leben an Fischen unter anderem Karpfen, Waller und Hechte. Als großer Fang gilt der im Oktober 2002 gefangene Hecht, der 115 cm lang und 13 kg schwer war. Seit Mitte 2006 hat sich der Biber wieder angesiedelt, wie ein am südlichen Seeende errichteter Biberdamm und einige gefällte Bäume mit entsprechenden Bissspuren schließen lassen.
Der Name Engelsried stammt von einer nahegelegenen, ehemaligen Schwaige des Klosters Wessobrunn, erstmals 1494 bezeugt als „Engelßried“. Vermutlich rührt er von einem Personennamen her, der mit Engil ‚Engel‘ beginnt, zum Beispiel Engildio.
Eine Sage führt den Ursprung des Sees auf die wundersame Errettung des Engels von Rott zurück, einer Tochter des Grafen (?) Engildeo von Rott. Der Graf hatte die Hand seiner Tochter demjenigen versprochen, der sein Gebiet von einem Drachen befreite, der das Land plagte. Ein Ritter aus Dießen tötete den Drachen und forderte daraufhin die Jungfrau. Diese floh vor ihm in eine einsame Hütte, die der Ritter anzündete, um sie in seine Gewalt zu bekommen. Wasser, die aus unterirdischen Quellen hervorbrachen, löschten die Flammen und verjagten den Ritter. Die Wasser flossen daraufhin zu Tal und bildeten dort einen See, der seitdem ihren Namen trägt.